# Camaroptera
A Camaroptera a madarak osztályának verébalakúak (Passeriformes) rendjébe és a szuharbújófélék (Cisticolidae) családjába tartozó nem.

## Rendszerezés
A nembe az alábbi fajok tartoznak:
- Camaroptera superciliaris
- Camaroptera chloronota
- rövidfarkú kamaroptera (Camaroptera brachyura)
- Camaroptera brevicaudata
- Camaroptera harterti